# Villafranca d’Asti
Villafranca d’Asti (piemontiul: Vilafranca d'Ast) település Olaszországban, Piemont régióban, Asti megyében. Lakosainak száma 2932 fő (2023. január 1.). Villafranca d’Asti Baldichieri d’Asti, Castellero, Maretto, Monale, Roatto, San Paolo Solbrito, Tigliole, Cantarana és Dusino San Michele községekkel határos.

## Népesség
A település lakossága az elmúlt években az alábbi módon változott:
| Lakosok száma | 3064 | 3047 | 2932 |
|               | 2017 | 2018 | 2023 |